# Alderdale (Washington)
Alderdale az Amerikai Egyesült Államok északnyugati részén, Washington állam Klickitat megyéjében elhelyezkedő kísértetváros.
Alderdale postahivatala 1907 és 1962 között működött. A település nevét a közeli Alder-patakról kapta. A helységben egykor megálltak a Spokane, Portland and Seattle Railway vonatai.

## Fordítás
Ez a szócikk részben vagy egészben  az   Alderdale, Washington című angol Wikipédia-szócikk ezen változatának fordításán alapul.  Az eredeti cikk szerkesztőit annak laptörténete sorolja fel. Ez a jelzés csupán a megfogalmazás eredetét és a szerzői jogokat jelzi, nem szolgál a cikkben szereplő információk forrásmegjelöléseként.